# Stade municipal de Vieux-Habitants
Le Stade municipal de Vieux-Habitants est un stade de football guadeloupéen situé dans la commune de Vieux-Habitants, à Basse-Terre.
Le stade, doté de 1 000 places, sert d'enceinte à domicile pour l'équipe de football de la Jeunesse sportive de Vieux-Habitants.

## Histoire
Le stade, unique dans la commune et disposant de 20 places de parking, est rénové en 2004 pour un coût total de 6,94 millions €.
C'est dans ce stade que joue l'équipe de la JS Vieux-Habitants, championne de Guadeloupe en 2005-06 et 2009-10.